# Pino Presti & Garden Planet - Sharade
Pino Presti & Garden Planet - Sharade è un album in formato vinile e digitale ideato e prodotto da Pino Presti con la partecipazione strumentale e creativa in ogni fase della realizzazione di Claudio  Calzolari, Andrea Verardi, Carlo Andrea Calzolari, Guido Mazzella, pubblicato da Private Recordings / Best Record Italy nel maggio 2023 (da aprile sulle piattaforme streaming).
Comprende vari generi musicali, che vanno dalla classica al jazz, dalla EDM all'ambient.
È un album contraddistinto dall’ampio uso di tastiere che vanno dal pianoforte ai synth, all’organo Hammond, preparate e suonate da Claudio Calzolari, già programmatore , organista solista e compositore di sigle televisive (Scherzi a parte) e presente in più album di Pierangelo Bertoli, dagli elettronici keyboards di Andrea Carlo Calzolari e dalle linee di basso fretless create da Andrea Verardi (album State buoni se potete e Cercando l'oro con Angelo Branduardi, Oltre l'Eden... con Patty Pravo) tra le sue  molteplici collaborazioni.

## Tracce

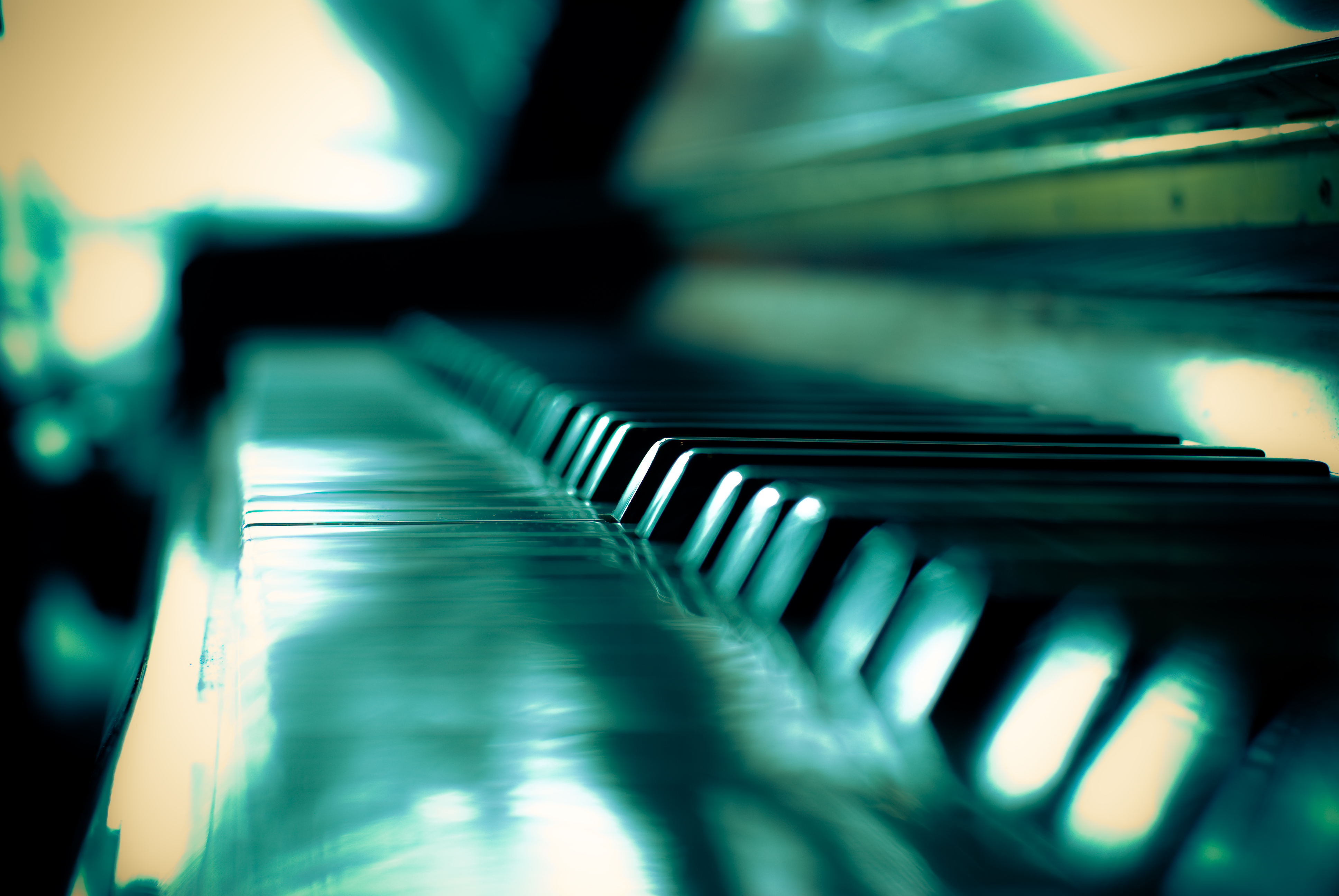
L'album vede un ampio uso di tastiere

1. Heavely Sky (Prologue) - (C. Calzolari, A.Verardi) 4:10
2. Awaky - ( A. Calzolari, Pino Presti) 4:33
3. Blue Infinity - (C. Calzolari) 3:12
4. My Space -  (C. Calzolari, G.Mazzella) 2:42
5. Janie -  (A. Calzolari, A. Verardi) 3:22
6. Invisible Light -  (C. Calzolari, A. Calzolari, Pino Presti) 4:25
7. Impromptu - (C. Calzolari, Pino Presti) 3:54
8. Garden Planet - (C. Calzolari, A.Verardi) 3:26
9. Flying  - (C. Calzolari) 2.32
10. Silent Lely - (C. Calzolari, A.Verardi) 2:50
11. Annelise - (C. Calzolari) 3:18
12. Awaky (Instrumental) - (A. Calzolari, Pino Presti) 3:59

### Crediti album
- Artista: Pino Presti & Garden Planet

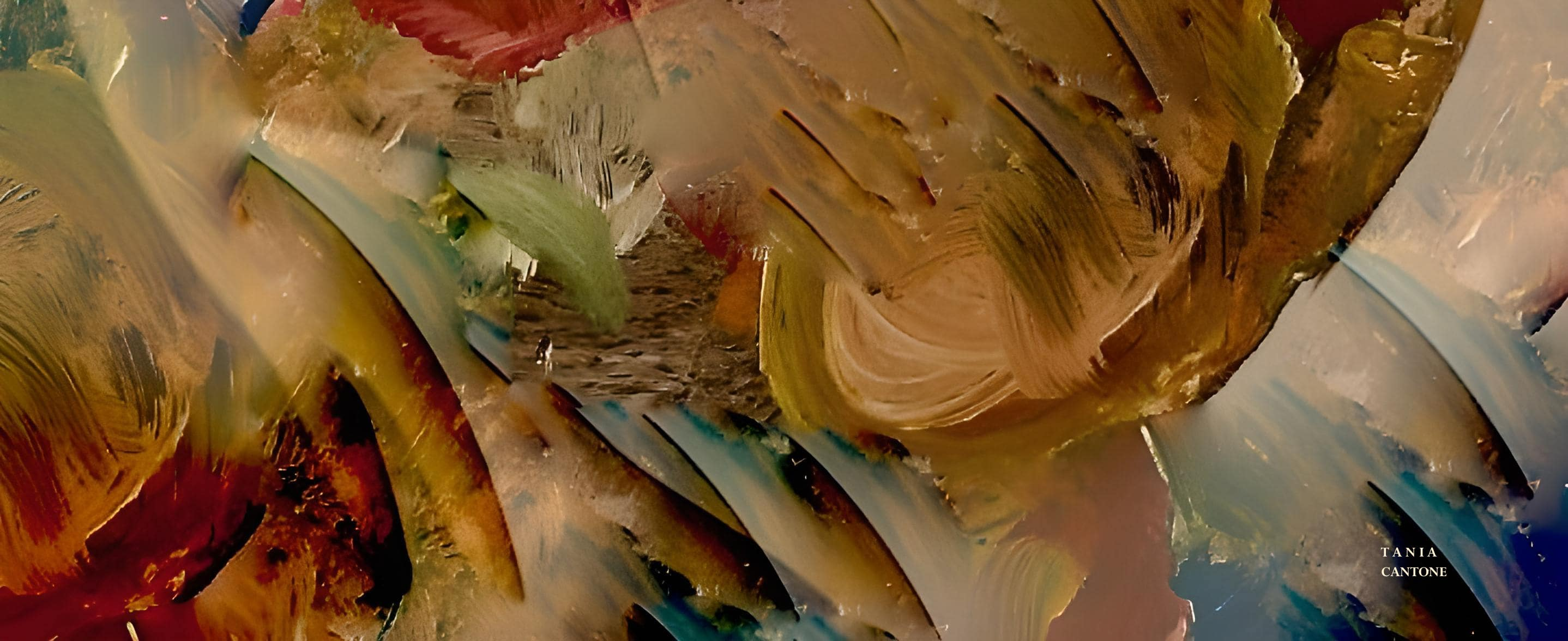
Il dipinto originale intensificato di Tania Cantone da cui la stessa pittrice ha creato la versione digitale utilizzata per la copertina dell'album.

- Claudio Calzolari: piano, keyboards, synth
- Andrea Verardi: basso, fretless bass
- Andrea Carlo Calzolari: keyboards
- Guido Mazzella: additional synth
- Arrangiamenti:  Claudio Calzolari, Andrea Verardi
- Contributi / supervisione agli arrangiamenti: Pino Presti
- Missaggio: Andrea Verardi
- Mastering: Dom Scuteri
- “Sharade” Artwork: Tania Cantone
- Prodotto da Pino Presti
- Vinyl Executive Producer Claudio Casalini
- Powered by Planet Distribution